# Орлик Марія Андріївна
Марі́я Андрі́ївна О́рлик (нар. 15 березня 1930, с. Косищево Монастирщинського району Західної області, тепер Смоленської області — 2 грудня 2022, місто Київ) — державний і громадський діяч УРСР, заступник голови Ради Міністрів Української РСР. Кандидат у члени ЦК КПУ в 1976—1981 роках. Член ЦК КПУ в 1981—1990 роках. Депутат Верховної Ради УРСР 9—11-го скликань. Народний депутат СРСР у 1989—1991 роках. Заслужений працівник культури УРСР (1981). Доктор філологічних наук. Дружина Петра Орлика.

## Біографія
Народилася в селянській родині Андрія Ісакова. 1933 року батьки переїхали зі Смоленщини на Кіровоградщину; жити було ніде, викопали землянку при елеваторі, де працював батько.
21 червня 1941 року родина переїхала із землянки в комунальну квартиру. Після початку німецько-радянської війни батько був мобілізований, з фронту не повернувся — безвісти пропав. У 1980-х роках родина знайшла його останки в братській могилі на території Молдавії.
1953 року закінчила Кіровоградський педагогічний інститут імені О. С. Пушкіна. Отримала направлення працювати вчителькою історії та завідувачем навчальної частини Золотниківської середньої школи в Тернопільській області; там й познайомилася з майбутнім чоловіком — Петром Орликом.
Член КПРС з 1955 року.
У 1956—1957 роках — вчителька історії Володарської вечірньої школи робітничої молоді Київської області.
У 1957—1971 роках — завідувач кабінету політичної освіти Володарського районного комітету КПУ Київської області, інструктор, заступник завідувача відділу Київського обласного комітету КПУ.
У 1971—1975 роках — заступник голови виконавчого комітету Київської міської ради депутатів трудящих.
У липні 1975 — квітні 1978 року — голова Президії Українського товариства дружби і культурного зв'язку з зарубіжними країнами.
3 квітня 1978 — червень 1990 року — заступник голови Ради Міністрів Української РСР.
3 травня 1986 року після Чорнобильської катастрофи разом з секретарем Укррадпрофу Світланою Євтушенко розіслали по областях шифротелеграми з вимогою доповісти про кількість вільних місць у будинках відпочинку, санаторіях, піонертаборах та приготуватися до прийому людей з Чорнобильської зони. За що Щербицький за вказівкою Горбачова прописав їй «гірку пігулку» — ці дії не були узгоджені з вищим керівництвом. Однак згодом вибачився — адже завдяки таким діям було евакуйовано близько 500 000 дітей та майбутніх мам.
З 1993 року очолювала створену нею ж — жіночу громадську організацію «Спілка жінок України».
Померла 2 грудня 2022 року в м. Києві. Похована на Байковому цвинтарі, ділянка № 12.

## Нагороди та відзнаки
Нагороджена орденом Трудового Червоного Прапора (14.03.1980), орденом «Знак Пошани», медалями (медаль «За трудову доблесть» (22.02.1967)), Почесною грамотою Президії ВР УРСР (1983). Кавалер ордена княгині Ольги трьох ступенів та Ярослава Мудрого 5-го ступеня. Заслужений працівник культури УРСР (1981).